# Stoyan Enev
Stoyan Enev –en búlgaro, Стоян Енев– (6 de julio de 1989) es un deportista búlgaro que compitió en halterofilia. Ganó tres medallas en el Campeonato Europeo de Halterofilia entre los años 2012 y 2014.

## Palmarés internacional
| Campeonato Europeo | Campeonato Europeo | Campeonato Europeo | Campeonato Europeo |
| Año                | Lugar              | Medalla            | Categoría          |
| ------------------ | ------------------ | ------------------ | ------------------ |
| 2012               | Antalya (Turquía)  | Medalla de bronce  | 62 kg              |
| 2013               | Tirana (Albania)   | Medalla de plata   | 62 kg              |
| 2014               | Tel Aviv (Israel)  | Medalla de bronce  | 62 kg              |